# Prix du dépassement
Le Prix du dépassement (officiellement en anglais Overtake Award et actuellement sous la dénomination commerciale Crypto.com Overtake Award) est un prix introduit en Formule 1 lors de la saison 2021.

## Systèmes de points
À son apparition en 2021, le prix récompense le pilote ayant effectué le plus grand nombre de dépassements de la saison.
En 2022, le public vote pour son dépassement préféré via les réseaux sociaux. En fin de saison, un sondage général parmi tous les vainqueurs détermine le vainqueur.
En 2023, le système est modifié, le vote ayant lieu tous les mois et non après chaque Grand Prix. Le spectateur a le choix parmi une présélection de dépassements ayants eux lieus lors des courses précédentes. La saison se conclut par un vote final.

## Chronologie

### 2021
| Course                                          | Pilote                                   | Dépassements                             |
| ----------------------------------------------- | ---------------------------------------- | ---------------------------------------- |
| Grand Prix de Bahreïn                           | Résultats non publiés mais comptabilisés | Résultats non publiés mais comptabilisés |
| Grand Prix d'Émilie-Romagne                     | Résultats non publiés mais comptabilisés | Résultats non publiés mais comptabilisés |
| Grand Prix du Portugal                          | Résultats non publiés mais comptabilisés | Résultats non publiés mais comptabilisés |
| Grand Prix d'Espagne                            | Résultats non publiés mais comptabilisés | Résultats non publiés mais comptabilisés |
| Grand Prix de Monaco                            | Résultats non publiés mais comptabilisés | Résultats non publiés mais comptabilisés |
| Grand Prix d'Azerbaïdjan                        | Résultats non publiés mais comptabilisés | Résultats non publiés mais comptabilisés |
| Grand Prix de France                            | Résultats non publiés mais comptabilisés | Résultats non publiés mais comptabilisés |
| Grand Prix de Styrie                            | Résultats non publiés mais comptabilisés | Résultats non publiés mais comptabilisés |
| Grand Prix d'Autriche                           | Résultats non publiés mais comptabilisés | Résultats non publiés mais comptabilisés |
| Grand Prix de Grande-Bretagne                   | Résultats non publiés mais comptabilisés | Résultats non publiés mais comptabilisés |
| Grand Prix de Hongrie                           | Résultats non publiés mais comptabilisés | Résultats non publiés mais comptabilisés |
| Grand Prix de Belgique                          | Résultats non publiés mais comptabilisés | Résultats non publiés mais comptabilisés |
| Grand Prix des Pays-Bas                         | Sergio Pérez                             | 10                                       |
| Grand Prix d'Italie                             | Valtteri Bottas                          | 14                                       |
| Grand Prix de Russie                            | Charles Leclerc                          | 18                                       |
| Grand Prix de Turquie                           | Carlos Sainz Jr.                         | 12                                       |
| Grand Prix des États-Unis                       | Sebastian Vettel                         | 6                                        |
| Grand Prix de Mexico                            | Esteban Ocon                             | 10                                       |
| Grand Prix de São Paulo                         | Lewis Hamilton                           | 25                                       |
| Grand Prix du Qatar                             | Sergio Pérez                             | 17                                       |
| Grand Prix d'Arabie Saoudite                    | Sebastian Vettel                         | 12                                       |
| Grand Prix d'Abou Dabi                          | Kimi Räikkönen                           | 6                                        |
| Vainqueur : Sebastian Vettel (132 dépassements) |                                          |                                          |

### 2022
| Course                                                                                             | Pilote           | Pilote dépassé                                |
| -------------------------------------------------------------------------------------------------- | ---------------- | --------------------------------------------- |
| Grand Prix de Bahreïn                                                                              | Charles Leclerc  | Max Verstappen                                |
| Grand Prix d'Arabie Saoudite                                                                       | Kevin Magnussen  | Pierre Gasly                                  |
| Grand Prix d'Australie                                                                             | Sergio Pérez     | Lewis Hamilton                                |
| Grand Prix d'Émilie-Romagne                                                                        | Max Verstappen   | Charles Leclerc                               |
| Grand Prix de Miami                                                                                | Fernando Alonso  | Lewis Hamilton                                |
| Grand Prix d'Espagne                                                                               | Lewis Hamilton   | Carlos Sainz Jr.                              |
| Grand Prix de Monaco                                                                               | Pierre Gasly     | Daniel Ricciardo                              |
| Grand Prix d'Azerbaïdjan                                                                           | Sebastian Vettel | Yuki Tsunoda                                  |
| Grand Prix du Canada                                                                               | Charles Leclerc  | Valtteri Bottas                               |
| Grand Prix de Grande-Bretagne                                                                      | Lewis Hamilton   | Sergio Pérez et Charles Leclerc               |
| Grand Prix d'Autriche                                                                              | Charles Leclerc  | Max Verstappen                                |
| Grand Prix de France                                                                               | Fernando Alonso  | Lando Norris et George Russell                |
| Grand Prix de Hongrie                                                                              | Daniel Ricciardo | Fernando Alonso et Esteban Ocon               |
| Grand Prix de Belgique                                                                             | Esteban Ocon     | Sebastian Vettel et Pierre Gasly              |
| Grand Prix des Pays-Bas                                                                            | Mick Schumacher  | Sebastian Vettel                              |
| Grand Prix d'Italie                                                                                | Lewis Hamilton   | Pierre Gasly et Lando Norris                  |
| Grand Prix de Singapour                                                                            | Sebastian Vettel | Kevin Magnussen, Lance Stroll et Yuki Tsunoda |
| Grand Prix du Japon                                                                                | Lance Stroll     | ?                                             |
| Grand Prix des États-Unis                                                                          | Sebastian Vettel | Kevin Magnussen                               |
| Grand Prix de Mexico                                                                               | Lance Stroll     | ?                                             |
| Grand Prix de São Paulo                                                                            | George Russell   | Max Verstappen                                |
| Grand Prix d'Abou Dabi                                                                             | Zhou Guanyu      | Alexander Albon                               |
| Vainqueur : Sebastian Vettel pour son dépassement sur Kevin Magnussen ( Grand Prix des États-Unis) |                  |                                               |

### 2023
| Mois               | Course                   | Pilote          | Pilote dépassé   |
| ------------------ | ------------------------ | --------------- | ---------------- |
| Mars               | Grand Prix de Bahreïn    | Fernando Alonso | Lewis Hamilton   |
| Avril              | Grand Prix d'Azerbaïdjan | Fernando Alonso | Carlos Sainz Jr. |
| Mai                | Grand Prix de Monaco     | Kevin Magnussen | Logan Sargeant   |
| Juin               | Grand Prix du Canada     | Fernando Alonso | Lewis Hamilton   |
| Juillet            | Grand Prix de Hongrie    | Sergio Pérez    | Oscar Piastri    |
| Août et septembre* | Grand Prix du Japon      | Charles Leclerc | George Russell   |
| Source             |                          |                 |                  |

## Statistiques
| Saison | Vainqueur        | Écurie       |
| ------ | ---------------- | ------------ |
| 2021   | Sebastian Vettel | Aston Martin |
| 2022   | Sebastian Vettel | Aston Martin |